# Kram
För andra betydelser, se Kram (olika betydelser).

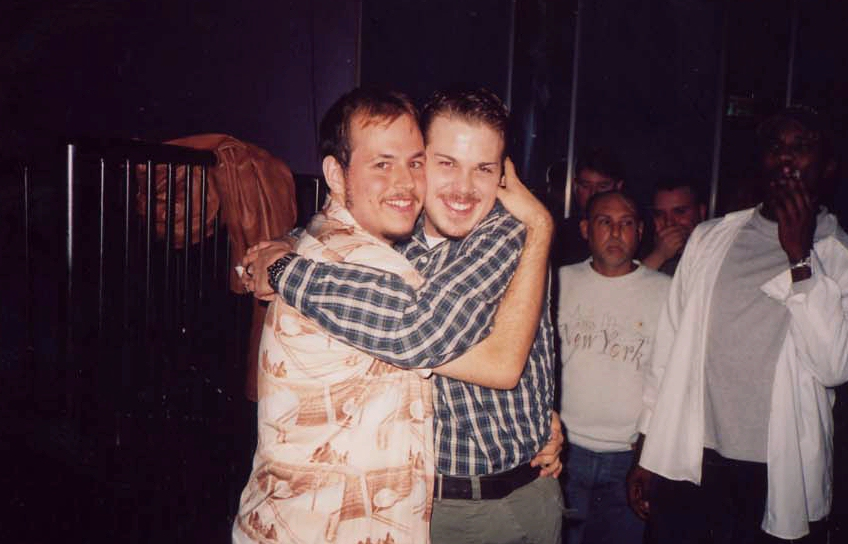
Två män som kramas.

En kram, eller omfamning, är när man lägger sina armar kring en annan person. Kram är en form av beröring.
Kramen fyller i vissa sociokulturella sammanhang en viktig funktion vid hälsning och avsked, ofta som ett alternativ eller komplement till handskakning när detta kan kännas alltför formellt, i Sverige till exempel inom familjen eller den närmaste vänskapskretsen.

## Kramensmentalhygienskaeffekter
Kramen kan också vara ett sätt att ge tröst och trygghet åt en annan varelse. Denna användning har stöd i vetenskapliga undersökningar om samband mellan lugn och beröring. Den genomsnittliga kramen ligger runt tre sekunder men bör pågå längre menar experterna. Detta på grund av kramens terapeutiska effekter på oss människor. Bland annat får vi stora hälsofördelar av hormonet oxytocin som frisläpps vid en lång kram. Oxytocinet förstärker våra relationer och gör att vi får lättare att känna gemenskap, bilda par, känna omvårdnadskänslor, sympati och följa sociala normer. Det skapar också ökad tillit och minskar vår benägenhet att känna aggressioner och ångest.
Internationella studier har kommit fram till att små barn som lider brist på beröring inte fullt ut utvecklar sitt viktiga nervsystem. Beröring kan också användas som extra stimulans hos för tidigt födda barn för att stimulera nervsystemets utveckling.
Kramens dag infaller den 21 januari och har gjort det sedan 1986 för att uppmärksamma och påminna om den enorma betydelsen av en kram.